# Nelson i niedźwiedź
Nelson i niedźwiedź (ang. Nelson and the Bear) – obraz olejny namalowany przez angielskiego malarza i ilustratora Richarda Westalla w 1809 roku, znajdujący się w zbiorach National Maritime Museum w londyńskiej dzielnicy Greenwich.

## Opis
Obraz przedstawia incydent z 1773 roku z udziałem Horatia Nelsona, wówczas piętnastoletniego midszypmena, towarzyszącego brytyjskiej wyprawie polarnej w celu znalezienia Przejścia Północno-Zachodniego. Nelson i jego przyjaciel zostali w pewnym momencie zaatakowani przez niedźwiedzia polarnego. Muszkiet Nelsona nie wypalił, więc odwrócił go, aby spróbować odgonić niedźwiedzia kolbą. Jego życie zostało prawdopodobnie uratowane, gdy lód pękł na dwie części, oddzielając go od zwierzęcia. W tle po lewej znajduje się kecz bombowy HMS Carcass, na którym Nelson był członkiem załogi. Widoczne jest jedno z dział okrętowych żaglowca, jak strzela w celu odstraszenia niedźwiedzia. Pominięto obecność przyjaciela Nelsona, ukazując przyszłego admirała Royal Navy pewnego siebie, jak sam staje do walki z niedźwiedziem.
Obraz został zamówiony przez oficera brytyjskiej marynarki Johna McArthura, a rycinę wykonał na jego podstawie angielski grawer John Landseer. Następnie został on dołączony jako jedna z ilustracji do dwutomowej książki The Life of Lord Nelson (1809), jednej z pierwszych biografii Horatia Nelsona, której McArthur był współautorem wraz z angielskim duchownym i pisarzem Jamesem Stanierem Clarkiem.